# インディアンパシフィック
インディアンパシフィック（Indian Pacific）は、オーストラリア連邦の長距離旅客列車である。太平洋岸に位置するシドニーからインド洋に面したパースまで全長3961キロを結ぶオーストラリア大陸を横断する大陸横断鉄道でもあり、世界一直線が長い区間が含まれる。

## 概要
インディアンパシフィックの走行ルートはほぼ直線である事で知られており、中でもグレートビクトリア砂漠の南に位置するナラボー平原を走る直線（478キロ）は世界一長い直線として有名。
早朝にこの平原を通過するダイヤの場合、車内のモーニングサービスはこの平原から昇る日の出を眺めながら飲むことが出来るようセッティングされている。

## 歴史
オーストラリアの鉄道は各州が独自の規格で敷設を始めたため、軌間が異なっていたが、1969年にシドニーからパースまでの大陸横断鉄道が標準軌に統一された。これを機に1970年2月23日より運行を開始したのがインディアンパシフィックである。1997年にオーストラリア国鉄の解体によりジャーニービヨンドレールによる運行となった。
ジャーニービヨンドレールではクルーズトレインによる観光に注力しており、ジ・オーバーランドやザ・ガンと並ぶ観光列車として運航されている。

## 車内設備
車内設備は大きくゴールドとプラチナに分かれる。
- ゴールド

部屋はシングルとツイン。食事とドリンク、オフトレインツアーの料金が含まれる。
- プラチナ

ゴールドのサービスに加え地元の食材を使う専用食堂車を利用できる。
上記とは別にチェアーマンズ・カーと呼ばれるプライベート車輌の連結を依頼することもできる。

## オフトレインツアー
以下の停車箇所において停車時間を利用した短時間（1時間 - 2時間30分）の観光ツアーが設定されている。料金は運賃に含まれている。
- ブロークン・ヒル
- アデレード
- クック （運転停車）
- カルグーリー
- パース

## 運行ダイヤ

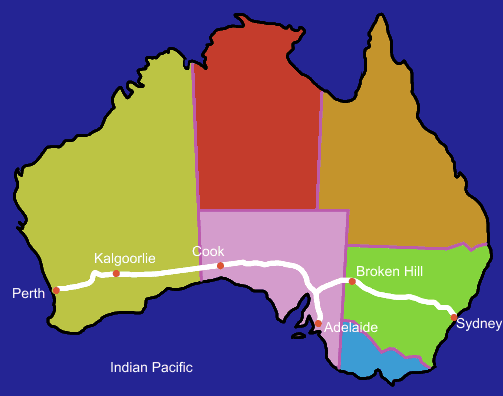
ルート

シドニーからパースまでは3泊4日（約67時間）を要し、週2往復の運転である。運行ダイヤは以下の通り（全て現地時刻）。
- シドニー (14:55 水・土) → (06:45 木・日) ブロークン・ヒル (08:20) → (15:15) アデレード (18:30) → (19:10 金・月) カルグーリー (22:40) → (09:10 土・火) パース
- パース (11:55 水・日) → (22:15) カルグーリー (01:40 木・月) → (07:30 金・火) アデレード (10:00) → (16:20) ブロークン・ヒル (18:15) → (10:15 土・水) シドニー

これ以外にも単線区間での行き違いのため、運転停車が設定されている。
なおシドニーは協定世界時(UTC)+10:00、ブロークン・ヒル、アデレードはUTC+09:30、カルグーリー、パースはUTC+08:00である。夏時間適用時にはUTCとの時差が1時間増す。

## 運賃
基本的に乗車ごとの打ち切り計算であるが、アデレードでジ・オーバーランドやザ・ガンに乗り換える場合の運賃が別に設定されている。大人・子供・学生・バックパッカー運賃の設定がある。
基本料金はシーズンごとに異なり、ハイシーズン（9-10月）、ショルダーシーズン（4-5月、8月）、ローシーズン（6-7月、12-1月）で区分されている。